# Real Sociedad C
Real Sociedad C ist die dritte Mannschaft des spanischen Erstligisten Real Sociedad aus San Sebastián in der Autonomen Gemeinschaft Baskenland. Aktuell spielt das Team in der Segunda Federación, der vierthöchsten Liga Spaniens.

## Geschichte
Die Mannschaft wurde 1998 unter dem Namen Club Deportivo Berio Futbol Taldea gegründet. Im Jahr 2016 wurde CD Berio vollständig in die Struktur von Real Sociedad integriert und fungierte fortan als zweite Reservemannschaft des Klubs. Zuvor war CD Berio als Farmteam von Real Sociedad aktiv, behielt jedoch sein eigenes Stadion und spielte in den traditionellen grünen Trikots. Nach der Übernahme wechselte das Team zu den blau-weiß gestreiften Trikots von Real Sociedad und zog nach Zubieta um.
Der Kader von Real Sociedad C besteht hauptsächlich aus Spielern, die aus der Jugendabteilung des Vereins kommen, im Alter von 17 bis 20 Jahren. Erfolgreiche Spieler aus der C-Mannschaft werden nach ein oder zwei Saisons in die Real Sociedad B (Sanse) befördert. Es gibt eine klare Hierarchie: Die C-Mannschaft muss immer mindestens eine Liga unter Sanse spielen, und Sanse wiederum spielt eine Liga unter der ersten Mannschaft von Real Sociedad. Keines der Reserveteams darf an der Copa del Rey teilnehmen.
Club Deportivo Berio FT wurde 1998 gegründet und begann in einer regionalen Liga, stieg jedoch 2001 in die fünfte Liga auf. In der Saison 2004/05 erreichte Berio die Tercera División (3. Liga), stieg jedoch mit dem 19. Platz wieder ab. Ab 2005 spielte der Verein wieder in den regionalen Ligen. 2013/14 wurde Berio Meister der fünften spanischen Liga und kehrte nach neun Jahren in die Tercera División zurück. Mit dem achten Platz hielt der Verein die Klasse, und trotz der Übernahme durch Real Sociedad behielt die neu gegründete dritte Mannschaft ihren Startplatz.
Die beste Platzierung von Real Sociedad C war der zweite Platz in der Tercera División in der Saison 2020/21. Aktuell spielt das Team in der Segunda RFEF Grupo II, der vierten spanischen Liga, und hat bisher nie einen Abstieg aus dieser Liga erlebt.

## Stadion
Die Heimspiele von Real Sociedad C werden im Instalaciones de Zubieta ausgetragen, einem Stadion mit einer Kapazität von 1.000 Zuschauern.

## Bekannte Persönlichkeiten

### Bekannte Spieler
- Beñat Turrientes (2020–2021)
- Martín Zubimendi (2017–2018)
- Andoni Gorosabel (2014–2015 (Berio), 2016)
- Aihen Munoz (2016–2017)
- Ander Guevara (2016–2017)
- Jon Karrikaburu (2020–2021)
- Jon Magunazelaia (2020–2022)

Der 2004 geborene Spanier Juan Carlos Pontones absolvierte für die C-Mannschaft 69 Einsätze, schoss drei Tore und gab eine Vorlage. Der Spieler steht aktuell bei Recreativo Granada unter Vertrag.

### Trainerhistorie
- Oscar Fernandez (Juli 2024–)[7]
- Mikel Llorente (2022–2024)
- Sergio Francisco (2017–2022)